# Domaine zoologique de Pescheray
Le domaine zoologique de Pescheray, est un parc zoologique situé au Breil-sur-Mérize dans le département de la Sarthe, en France. Fondé en 1974, le domaine de Pescheray qui héberge également un établissement médico-social de travail protégé, est le deuxième zoo sarthois en nombre de visiteurs.

## Historique

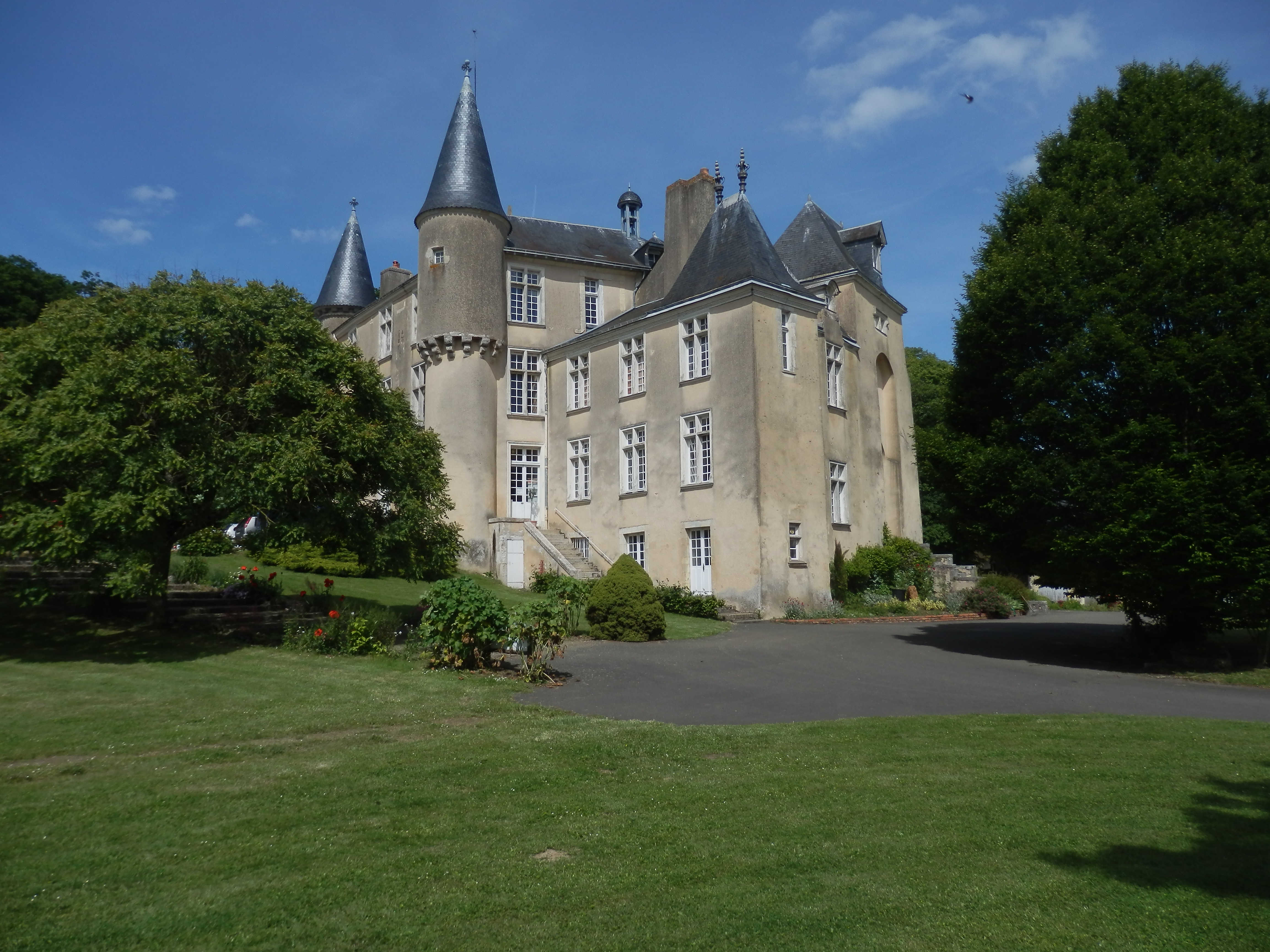
Château Pescheray vue sud.JPG

Le domaine de Pescheray est fondé en 1974[réf. à confirmer]. Sa création est liée à un legs de 1968, l’ancienne propriétaire du château et de son parc, madame Chaverebière de Sal, ayant transmis tout son patrimoine au Secours catholique avec la condition d'y développer des œuvres sociales. L'établissement est devenu un ESAT permettant ainsi à des personnes handicapées atteintes de déficience intellectuelle d'y travailler.

## Château de Pescheray
Le château a été édifié au XVe siècle avec divers ajout jusqu'au XIXe siècle dont un perron monumental qui remplace l'ancien pont-levis. Le pigeonnier du XVIe siècle, lequel compte environ 2 000 niches, est l’un des plus grands de France. Le site abrite également une chapelle néo-gothique[source secondaire souhaitée].

## Parc zoologique

### Conservation des espèces
Le site accueille près de 600 animaux, répartis en 120 espèces différentes, tels que des ours, des loups, des lynx, des chouettes lapones, des lémuriens, des wallabies, des singes, etc.
Un projet d'adoption de quatre jeunes louveteaux femelles de moins de six mois (dénommés « Loupiotes »), a été mené à terme sur le site du domaine afin de compléter une meute de loups blancs, laquelle commençait à disparaître.

### Emplois des personnes handicapées
Le zoo[réf. à confirmer] fonctionne avec un personnel handicapé par le biais d'un établissement ou service d'aide par le travail (ESAT). La structure gérée par l'association Cités Caritas emploie 72 travailleurs en situation de handicap et âgés de 20 à 60 ans[source insuffisante] et propose un foyer d’hébergement de 17 places, un service accompagnement à la vie sociale de 32 places et un foyer d’hébergement semi-autonome de 12 places. Ce type de structure dans lequel des personnes handicapées travaillent dans un parc zoologique est un cas unique en France,.

## Reportage
Le domaine a fait l'objet d'un reportage de 26 minutes diffusé durant l'émission Le Jour du Seigneur, qui indique la particularité spécifique de l'emploi de personnel handicapé, présentée comme unique, par le directeur de l'ESAT.

Quelques photos des animaux du parc zoologique de Pescheray
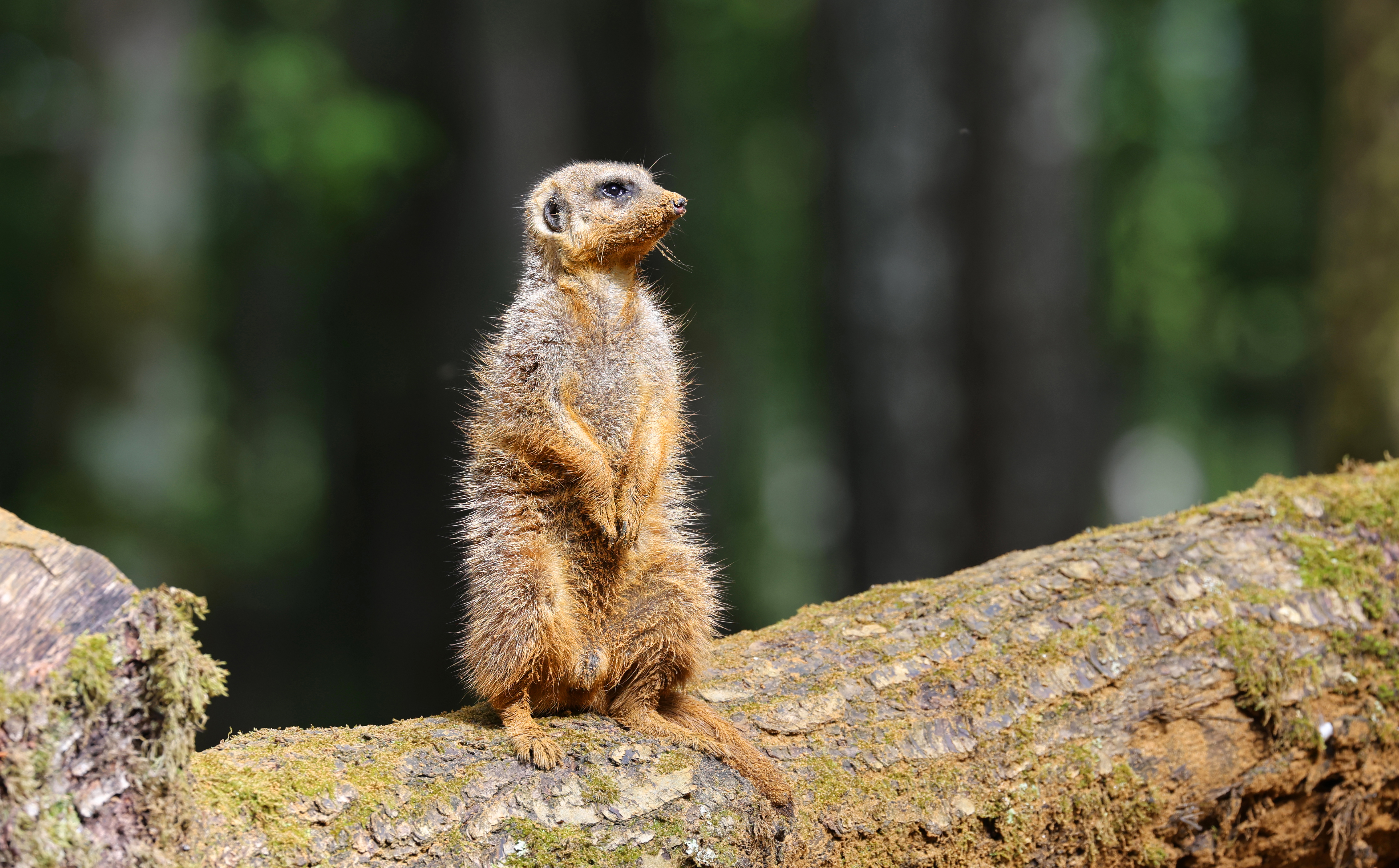
Suricate
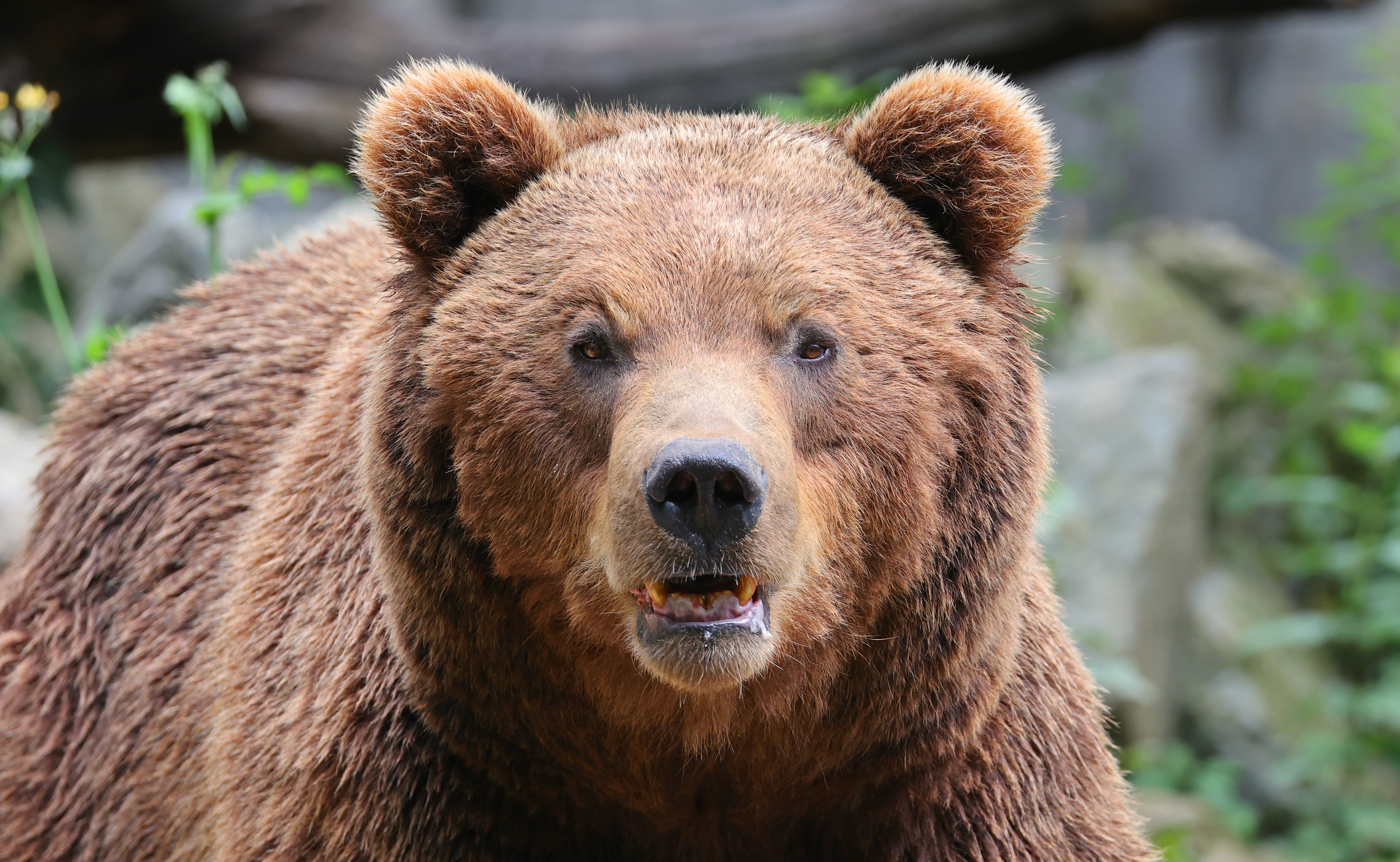
Ours brun
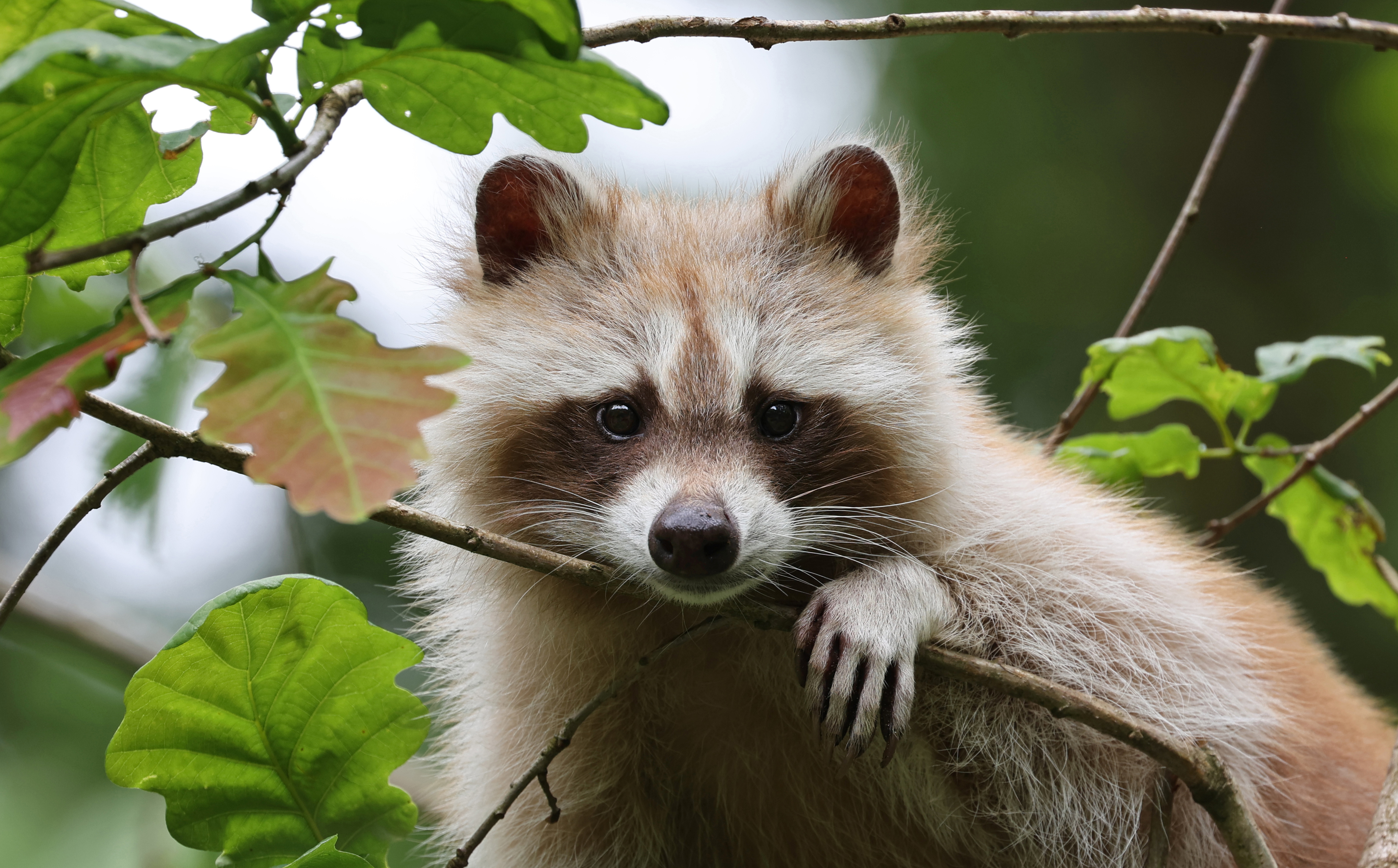
Raton laveur commun
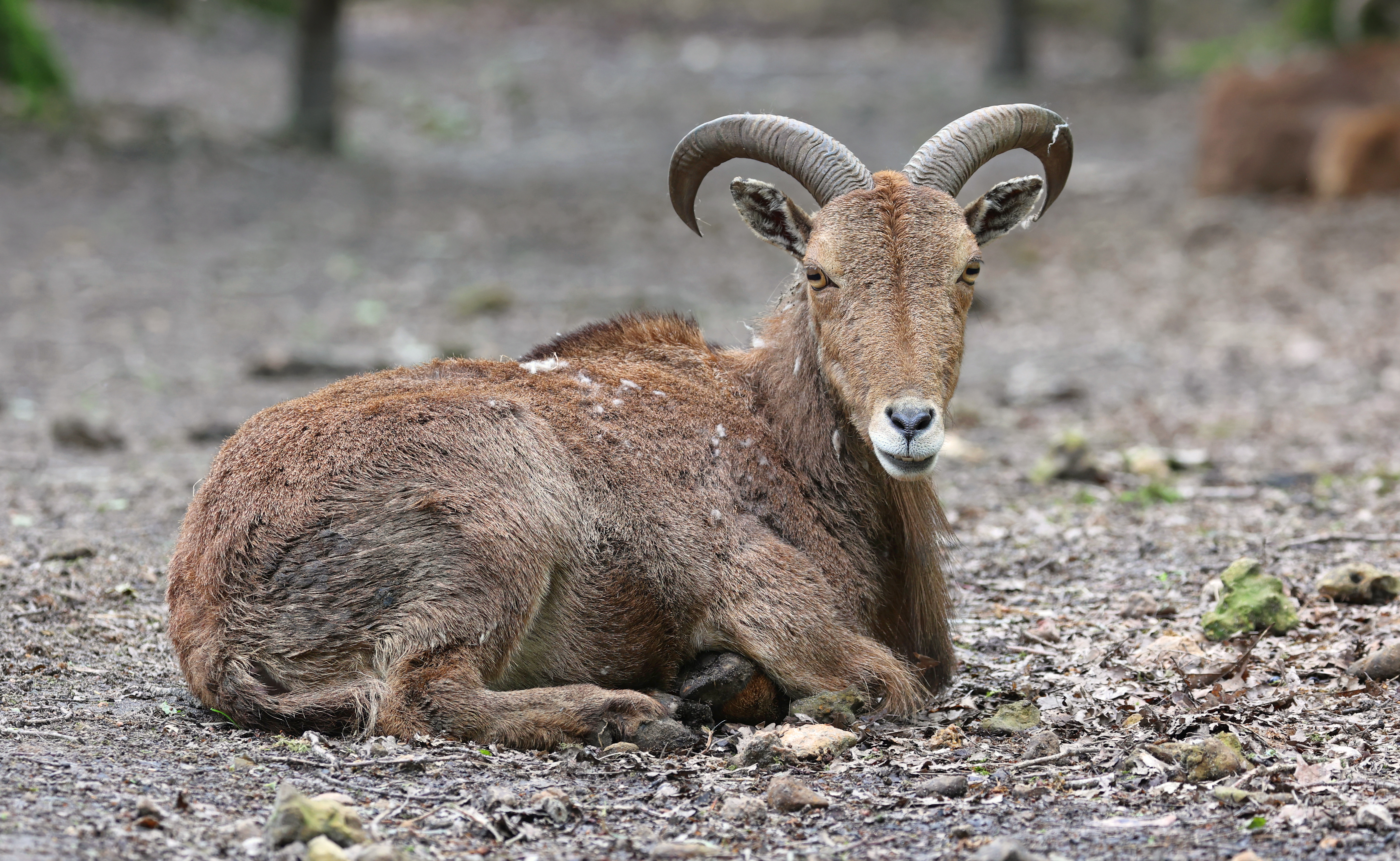
Mouflon à manchettes
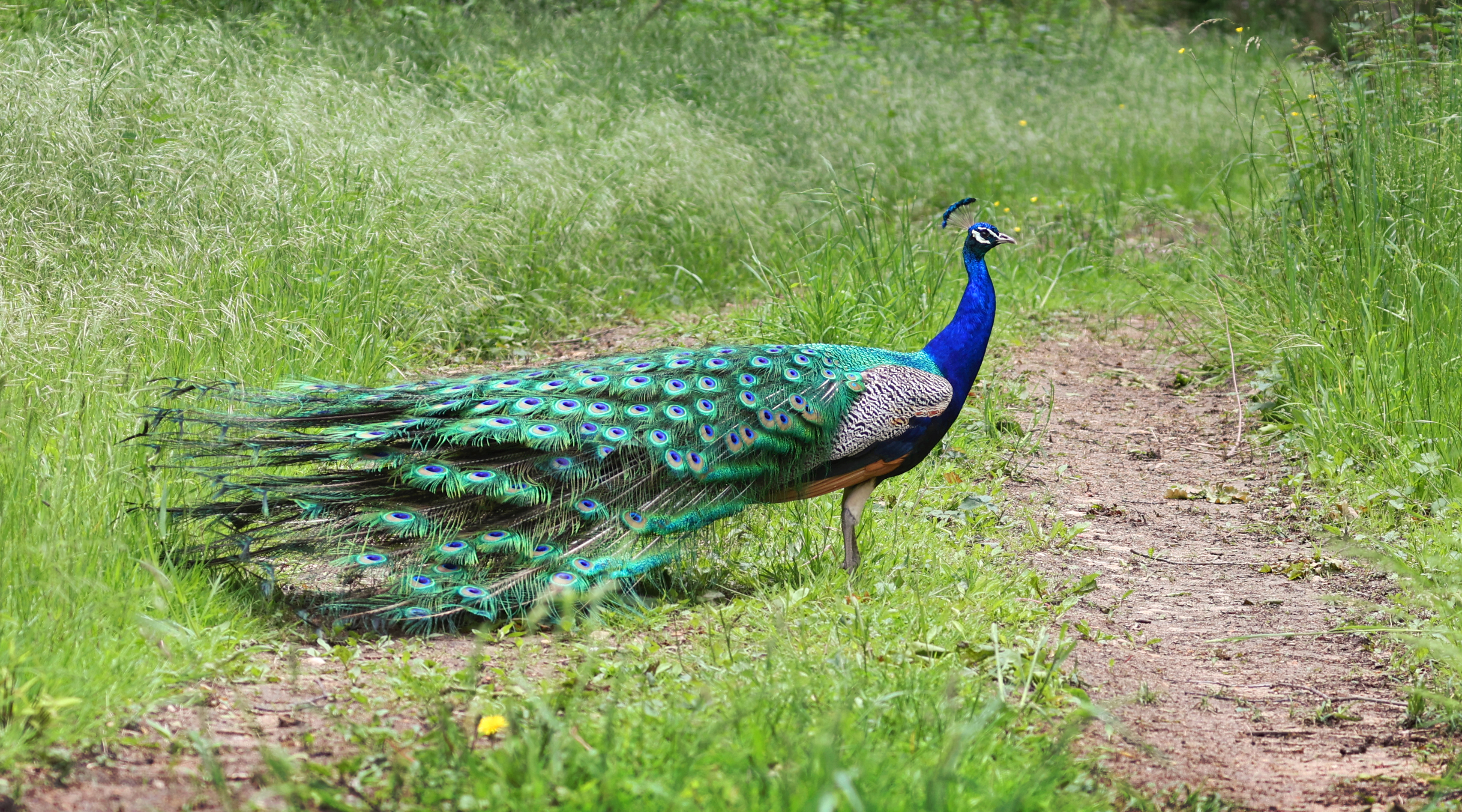
Paon indien